# Joachim Lemelsen
Joachim Lemelsen, nemški general, * 26. september 1888, † 30. marec 1954.